# Марментино
Марментѝно (на италиански: Marmentino, на източноломбардски: Marmintì, Марминти) е село и община в Северна Италия, провинция Бреша, регион Ломбардия. Разположено е на 875 m надморска височина. Населението на общината е 684 души (към 2013 г.).